# منظم شخصي
المنظم الشخصي (Personal organizer)

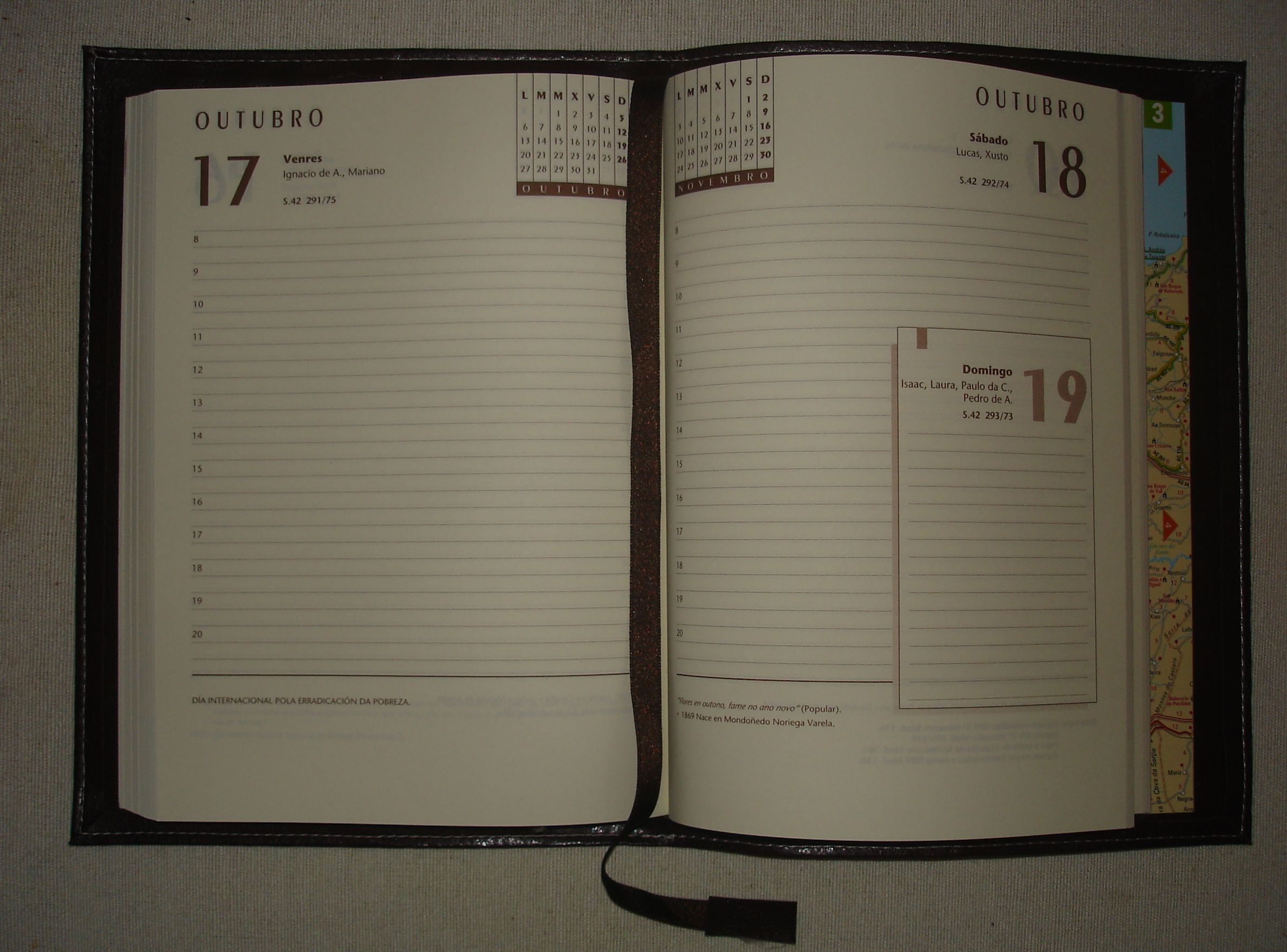

المنظم الشخصي ، المخطط اليومي ، المساعد الشخصي ، أو المخطط الشخصي  هو كتاب صغير / مجلد، صمم ليكون محمول، عادةً يحتوي على دفتر اليوميات ، و التقويم ودفتر العناوين ، وأقسام أخرى تتضمن عادةً ورق فارغ. كما يمكن أن تتضمن أيضاً صفحات بمعلومات مفيدة، مثل الخرائط، ورموز الهاتف. وهي تتعلق بعناصر قرطاسية سطح المكتب المنفصلة التي لها واحدة أو أكثر من نفس المهام، مثل تقويمات المواعيد، rolodexes ، دفتر الملاحظات ، و التقاويم .
بالنسبة لبعض مهام منظمات الورق والمجلد الشخصية، ابتكار القرن العشرين، من المفترض أن تكون بواسطة المساعدات الرقمية الإلكترونية الشخصية (PDAs) ، وبرامج مدير المعلومات الشخصية على أجهزة الكمبيوتر الشخصية. وتحاول بعض المنظمات الشخصية ردم الهوة بواسطة تمييز ملاك أجهزة المساعد الرقمي الشخصي (PDAs) .